# 12-я бригада армейской авиации (США)
12-я бригада армейской авиации (англ. 12th Combat Aviation Brigade) — тактическое соединение Армейской авиации США. Находится в подчинении Командования Армии США в Европе и Африке.
Дислоцируется на аэродроме Каттербах, возле Ансбаха в федеральной земле Бавария.

## История

### Война во Вьетнаме
12-я бригада армейской авиации была впервые организована как 12-я авиационная группа в Форт-Беннинге, Джорджия, 18 июня 1965 года. В августе подразделение было переброшено во Вьетнам в качестве командного элемента для неорганизованных армейских авиационных частей, и к ноябрю 1965 года в состав группы входило 11 000 человек и 34 авиационных подразделения. Приписанная к III военному региону во Вьетнаме, 12-я группа была самым крупным подразделением своего типа, принимавшим участие в боевых действиях. её цвета, украшенные 18 кампанейскими стримерами, служат вечным свидетельством её роли в войне во Вьетнаме. За время службы во Вьетнаме подразделение получило награду Meritorious Unit Citation, два вьетнамских креста «За храбрость с пальмой» и вьетнамскую медаль «За гражданские действия» I класса.
После возвращения в марте 1973 года 12-я авиационная группа стала основным подчиненным командованием XVIII воздушно-десантного корпуса, Форт-Брэгг, Северная Каролина. В ноябре 1979 года 12-я авиационная группа была развёрнута на авиационной станции Линдси, Висбаден, Германия, в качестве основного подчиненного командования V корпуса США, обеспечивая командование и управление авиационными подразделениями во всей зоне действия V корпуса. В апреле 1984 года штабная рота 12-й авиационной группы перебазировалась на авиабазу Висбаден.

### 1973—1989
После взрывов посольств и казарм морской пехоты в Ливане в 1984 году V корпус армии США в Европе направил авиацию средней и большой грузоподъемности на Кипр для поддержки посольства США в Бейруте. Эта операция, известная как «Бейрутский воздушный мост», обеспечила персоналу посольства безопасный въезд и выезд из Бейрута на военных самолетах США, а также непрерывный поток грузов, необходимых для продолжения работы посольства во время конфликта. вертолёты UH-60 Blackhawk и CH-47 Chinook были развёрнуты на Кипре в составе роты и более мелких подразделений на основе ротации. Воздушный мост в Бейруте просуществовал до 1998 года, когда ситуация в стране начала стабилизироваться после начала поэтапного вывода израильских войск из Южного Ливана.
В октябре 1987 года в рамках общевойсковой реструктуризации 12-я авиационная группа была переименована в 12-ю авиационную бригаду вместе с подчиненными ей подразделениями:
- 5-й батальон 158-го авиационного полка;
- рота «С» 7-го батальона 158-го авиационного полка;
- рота «В» 6-го батальона 158-го авиационного полка.

Во второй половине 1988 года бригада вновь изменила свою структуру, когда в Европу прибыл 5-й эскадрон (AH 64) 6-го кавалерийского полка.

### Война в Персидском заливе
16 августа 1990 года, спустя всего две недели после того, как иракские войска пересекли границу Кувейта, 12-я авиационная бригада была развёрнута в Саудовской Аравии для участия в операции «Щит пустыни» и первоначально была придана 101-й воздушно-десантной дивизии (воздушно-штурмовой). Когда операция «Щит пустыни» перешла в операцию «Буря в пустыне», бригада стала основным подчиненным командованием XVIII воздушно-десантного корпуса и обеспечивала воздушные бои и материально-техническую поддержку в секторе корпуса. Вскоре после окончания операции «Буря в пустыне» авиационные средства V корпуса были переброшены в Турцию для поддержки операции «Обеспечение комфорта». Штурмовые вертолёты, размещённые в Инджирлике, Турция, обеспечивали соблюдение бесполетной зоны в северном Ираке и оказывали гуманитарную помощь курдскому народу.
15 июня 1992 года 5-й эскадрон 6-го кавалерийского полка был деактивирован в рамках сокращения численности USAREUR. 3-й батальон 58-го авиационного полка (служба воздушного движения) вошел в состав бригады 16 июня 1992 года.

### 1992—2001
В конце холодной войны бригада играла важную роль в миротворческих операциях Америки. В декабре 1992 года 12-я авиационная бригада была направлена в качестве временной авиационной оперативной группы для поддержки 10-й горнопехотной дивизии в Сомали в первые дни операции «Возрождение надежды». Бригада также направляла солдат в Венгрию и Боснию в 1995 году для поддержания мира в ходе операций «Совместные усилия» и «Совместная охрана».
В апреле 1999 года бригада была направлена в Тирану, Албания, в составе оперативной группы «Ястреб» для поддержки операции НАТО «Союзные силы». После объявления мира в июне 1999 года бригада перебросила подразделения 82-й воздушно-десантной дивизии в Македонию и Косово менее чем через 48 часов после подписания военно-технического соглашения. Бригада выполняла полеты в поддержку операций в Албании, Македонии и Косово, используя CH-47 и элементы управления воздушным движением (Air Traffic Control elements) для поддержки оперативной группы «Фалькон» до марта 2001 года и июня 2000 года соответственно.
После возвращения из оперативной группы «Ястреб» и оперативной группы «Сокол» 12-я авиационная бригада подготовилась к реструктуризации и передислокации. Директива USAREUR о передислокации 5-00 предписывала всем элементам авиационной бригады, размещённым на армейском аэродроме Висбаден, перебазироваться на армейский аэродром Гибельштадт. 30 июня 2000 года 5-й батальон 158-го авиационного полка (5-158 АП), крупнейший авиационный батальон на театре военных действий, состоящий из 840 военнослужащих, был разделён на два отдельных батальона: 3-158-й АП и 5-158-й АП. 31 августа 2000 года все подразделения из Висбадена перешли на армейский аэродром Гибельштадт. 
После террористических актов 11 сентября 2001 года первым вкладом 12-й авиационной бригады в войну с терроризмом стали совместные действия с Шестым флотом ВМС США в восточной части Средиземного моря и поддержка операции «Несокрушимая свобода». UH-60 Blackhawks из 3-158-го штурмового вертолётного батальона участвовали в операциях флота по перехвату на море, стартуя с палуб кораблей ВМС США для ведения воздушного наблюдения за судами и высадки абордажных групп во время рейдов на подозрительные суда. Также в поддержку операции «Несокрушимая свобода» солдаты 3-58-го авиационного полка были направлены в Афганистан в период с 2002 по 2003 год для выполнения задачи по управлению воздушным движением на юге этой страны.
Начиная с октября 2002 года, 12-я авиационная бригада развернулась в Кувейте в преддверии войны с Ираком. С добавлением штурмового батальона из 1-й кавалерийской дивизии 12-я авиационная бригада осуществляла патрулирование вдоль границы между Кувейтом и Ираком до начала наземной войны в марте. Когда началось вторжение, эти подразделения стали первыми вертолётами, не относящимися к специальным операциям, которые пересекли границу в ходе операции «Иракская свобода». Бригада продолжала действовать в Ираке до начала 2004 года.

### Война в АфганистанеиИраке
В феврале 2005 года 12-я авиационная бригада была развёрнута в Афганистане в качестве оперативной группы «Гриффин» (Task Force Griffin), действующей как две организованные батальонные оперативные группы «Сабля» и «Шторм» в составе региональных командований «Восток» и «Юг». В ноябре 2005 года в Кашмирском регионе Пакистана произошло землетрясение, в результате которого погибло около 75 000 и было ранено более 100 000 человек в Пакистане. Более 120 000 человек, отрезанных от помощи в результате разрушений, создали очень сложную международную ситуацию по оказанию помощи. 12-я авиационная бригада направила вертолёты CH-47 Chinook для оказания помощи в кризисной ситуации, доставляя столь необходимые продукты питания и медикаменты, а также перевозя пострадавших в безопасные места из отдалённых районов в горах Пакистана.
В начале 2006 года V корпус объединил подразделения 11-го авиационного полка и 12-й авиационной бригады. 11-й авиационный полк был инактивирован. В процессе переформирования началась Вторая ливанская война, и 12-я авиационная бригада вновь направила вертолёты на Кипр для поддержки эвакуации гражданского населения из Ливана в ходе второго воздушного моста в Бейруте.
6 августа 2006 года подразделения 4-й бригады 1-й пехотной дивизии, объединённые с подразделениями 12-й авиационной бригады и бывшего 11-го авиационного полка, были переименованы в 12-ю бригаду армейской авиации.
После преобразования в 12-я бригада армейской авиации бригада продолжала оказывать поддержку в текущих конфликтах в Ираке и Афганистане. В июле 2007 года 12-я бригада армейской авиации впервые развернулась в Ираке в качестве бригады армейской авиации. В течение четырех месяцев штаб действовал из Балада в качестве бригады корпусной авиации Многонационального корпуса в Ираке, а затем был переведен в Таджи вместе с 3-158-м батальоном штурмовых вертолётов (AHB) и передовым элементом материально-технического обеспечения (FLE) из 412-го батальона авиационной поддержки (ASB). Кроме того, 2-159-й ударно-разведывательный батальон (ARB) и 5-158-й авиационный батальон общей поддержки (GSAB) отправились на работу в качестве авиационной бригады при многонациональной дивизии «Багдад». Остальная часть 412-го, а также 2-159-й ARB и 5-158-й GSAB остались в Баладе под командованием 49-й оперативной группы с Аляски. В этот период 3-58-й батальон (службы воздушного движения) был переименован в 3-58-й батальон аэродромных операций (AOB). Бригада вернулась в Германию после 15 месяцев боевых действий в поддержку операций по наращиванию сил в Ираке.
3-159-й ARB был отдельно развёрнут в Ираке в августе 2008 года в составе 34-й оперативной группы, действующей из Балада и Багдада. 3-159-я ARB провел передачу функций от 2-159-го батальона и взяла на себя ту же миссию, что и 12-я бригада армейской авиации при передислокации. Через год 3-159-й ARB вернулся в Германию, как раз к тому времени, когда остальная часть бригады в последний раз отправилась в Ирак.
В ноябре 2009 года, в то время как бо́льшая часть бригады была переброшена в Ирак, 5-158-й авиационный батальон общей поддержки (GSAB) и рота из 2-159-го АРБ, которая отдельно была переброшена в афганский Шинданд, а также 3-159-й ударно-разведывательный батальон и большая часть 1-214-го авиационного батальона общей поддержки оставались в Германии. Большая часть 2-159-го ARB находилась в Северном Ираке, а силы 3-158-го АГБ были направлены как в Балад, так и в Багдад. Некоторые подразделения 1-214-го батальона также действовали из Балада. 3-58-й АОВ выполнял свою миссию из Басры, а 412-й батальон тылового обеспечения и штаб 12-й БрАА находились в Таллиле, Ирак. Во время развёртывания только 412-й батальон тылового обеспечения оставался под оперативным управлением штаба 12-й БрАА. Все остальные развёрнутые подразделения находились под командованием другого военного штаба. В оперативном подчинении 12-й БрАА находилось несколько гвардейских и резервных подразделений, включая 1-130-й ARB (национальная гвардия из Северной Каролины), 2-285-й штурмовой вертолётный батальон (национальная гвардия из Аризоны), роту «С» 3-238-го GSAB (национальная гвардия из Нью-Гэмпшира) и роту «В» 5-159-го GSAB (резервное подразделение из Вирджинии). Бригада вернулась в Германию в июле 2010 года.
Когда основная часть бригады вернулась в Германию, 1-214-я авиационная рота «Чарли» была направлена в юго-западный Афганистан для оказания санитарной помощи морским пехотинцам США, воюющим там с июля 2010 года по август 2011 года, причем один взвод оставался в бою до ноября. Во время передислокации 214-й роты, одна рота из 3-159-го ударно-разведывательного батальона была отдельно развёрнута в Тарин Коуте для усиления сил, уже действующих в Южном Афганистане.
В феврале 2012 года на Черногорию обрушился внезапный зимний шторм, в результате которого сотни людей оказались в горах восточноевропейской страны. В то время как основная часть бригады готовилась к предстоящему развёртыванию, 1-214-й авиационный батальон общей поддержки (General Support Aviation Battalion (GSAB)) направил два вертолёта UH-60 Blackhawk с пилотами, экипажами и медицинским персоналом для оказания помощи. Находясь там, экипажи работали с черногорскими пилотами и гражданскими лицами и объединили усилия с вертолётами из Хорватии, Словении и Греции для доставки продовольствия и кормов для скота, а также для транспортировки раненых гражданских лиц в медицинские учреждения.
В мае 2012 года 12-я БрАА направила пять из семи своих батальонов в Афганистан, одновременно отправив один 3-159-й ударно-разведывательный батальон (ARB), в Кувейт для поддержки операции «Спартанский щит» в Персидском заливе. Только 1-214-й остался в Германии. Авиационные батальоны были организованы в одинаково оснащённые оперативные группы, каждая из которых могла выполнять одну и ту же задачу и оказывать поддержку подразделениям, действующим в RC «Восток», RC «Запад» и RC «Север». 3-58 AOB, известная как TF Guardian, была развёрнута для управления аэродромом в Тарин Коуте в RC «Юг». В то время как штаб бригады был передислоцирован в сентябре в рамках сокращения численности личного состава, батальонные оперативные группы Storm, Gunslinger, Guardian, Ready и Pirate остались в Афганистане, оказывая непосредственную поддержку подразделениям по всей стране. Оперативная группа «Пират», подразделение ВВС Национальной гвардии из штата Юта, присоединилась к бригаде «Гриффин» во время этого развёртывания, обеспечивая беспрепятственную интеграцию с их коллегами, находящимися на действительной службе в RC «Север». На пике развёртывания в составе 12-й бригады армейской авиации находились солдаты и экипажи вертолётов, которые действовали более чем в 30 различных местах.

### 2013 — настоящее время
В марте 2013 года, впервые с 2007 года, весь состав 12-й бригады армейской авиации вернулся в Германию, где продолжил тренировки и операции в поддержку чрезвычайных миссий EUCOM и AFRICOM. G/52-я авиационная рота перебазировалась в Висбаден из Манхайма в 2013 году и вошла в состав 1-214-го авиационного полка вместе с ротой VIP, боевым авиационным отрядом (CAD). 1-214-й полк располагал подразделениями в SHAPE, Бельгия, Штутгарт, Германия, и ротой MEDEVAC в Ландштуле, Германия. К 2015 году CAD, SHAPE, G/52 вместе со взводом в Штутгарте были деактивированы, так как 1-214-й начал реорганизацию и перестройку в современный GSAB. Медико-эвакуационная рота (MEDEVAC) C 1-214-го батальона передислоцировалась в Графенвёр, а CH-47, некогда входившие в состав 5-158-го авиационного полка в Каттербахе, были переименованы в роту B 1-214-го GSAB.
В 2015 году 12-я бригада армейской авиации начала сокращать свои формирования: 412-й батальон авиационной поддержки, 3-158-й батальон штурмовых вертолётов, 5-158-й батальон общей поддержки, а также 3-159-й ударно-разведывательный батальон были инактивированы и реструктурированы, в результате чего 1-214-й GSAB остался единственным штатным (органическим) подразделением 12-й бригады армейской авиации. После российской агрессии в Крыму немедленное прекращение переброски войск привело к переподчинению 1-3 AB 12-й бригады армейской авиации.
Штаб 12-й бригады армейской авиации базируется в баварской общине Ансбах, а её батальоны — на армейских аэродромах Каттербах, Графенвёр и Висбаден. В настоящее время 12-я бригада армейской авиации состоит из штаба и штабной роты, 1-214-го авиационного батальона общей поддержки и 1-3-го штурмового батальона.